# 하늘과 땅
《하늘과 땅》(영어: Heaven & Earth)은 미국에서 제작된 올리버 스톤 감독의 1993년 드라마, 전쟁 영화이다. 힙 티 레, 토미 리 존스 등이 주연으로 출연하였고 올리버 스톤이 제작에도 참여하였다.

## 출연
- 힙 티 레 - 리리
- 토미 리 존스 - 스티브
- 진충 - 리리의 엄마
- 오한윤 - 리리의 아버지
- 데비 레이놀즈 - 스티브의 엄마
- 더스틴 응우옌 - 리리의 큰 오빠

## 기타
- 공동제작: 클레이튼 타운센드
- 협력프로듀서: 리처드 루토브스키
- 협력프로듀서: 리자 브라몬 가르시아
- 미술: 빅터 켐스터
- 의상: 하 뉴엔
- 배역: 리자 브라몬 가르시아
- 배역: 빌리 홉킨스
- 배역: 헤이디 르빗

## 한국어 더빙 성우진

### KBS (1996년 6월 30일)
- 정미숙 - 리리(힙 티 레)
- 설영범 - 스티브(토미 리 존스)
- 조달호
- 김규식
- 손정아
- 김영민
- 성창수
- 최병상
- 강은영
- 조미란
- 차명화
- 이재용
- 서광재
- 배정미
- 성완경
- 전인배

### MBC (2003년 6월 22일)
- 박소라 - 리리(힙 티 레)
- 김병관 - 스티브(토미 리 존스)
- 정희선 - 리리 어머니(진충)
- 황윤걸 - 리리 아버지(오한윤)
- 이성 - 스티브의 매부(데일 다이)
- 손원일 - 집주인(휴이 조 응우옌)
- 기경옥 - 집주인의 아내(저혜하) / 스티브의 엄마(데비 레이놀즈)
- 박조호 - 미군 헌병(티모시 카하트)
- 윤성혜 - 리리의 언니(투안 리)
- 김아영 - 슈퍼마켓 손님(제니퍼 로우 사우어)
- 최한 - 리리의 오빠(빈당)
- 표영재 - 미군 행정병(팀 귀니) / 선생님(히유 밴 뷰)
- 문남숙 - 리리의 친구(비비안 스트라우스)
- 박신희 - 슈퍼마켓 손님(런던 가르시아)
- 방성준 - 형사(로버트 마셜)
- 이원찬 - 리리의 큰오빠(더스틴 응우옌)
- 정재헌 - 지미(타이 타이)
- 조현정 - 리리의 큰언니(란 응우옌 칼데론)